# Nerthra spangleri
Nerthra spangleri är en insektsart som beskrevs av Polhemus 1972. Nerthra spangleri ingår i släktet Nerthra och familjen Gelastocoridae. Inga underarter finns listade i Catalogue of Life.